# Gramado dos Loureiros
Gramado dos Loureiros là một đô thị thuộc bang Rio Grande do Sul, Brasil. Đô thị này có diện tích 131,395 km², dân số năm 2007 là 2370 người, mật độ 18,04 người/km².